# Supinatorlogen-Syndrom
Das Supinatorlogen-Syndrom (auch Supinatortunnelsyndrom, Nervus-interosseus-posterior-Syndrom oder Radialistunnelsyndrom) ist ein Nervenengpasssyndrom des Nervus radialis. Geschädigt wird der rein motorische Ramus profundus nervi radialis. Er versorgt den Musculus supinator und vor allem die Fingerstrecker. Entsprechend äußert sich das Supinatorlogen-Syndrom mit einer Schwäche der Fingerstreckung („Fallfinger“). Sensibilitätsausfälle finden sich nicht, was vor allem die Abgrenzung gegenüber weiter proximal gelegenen Radialisläsionen ermöglicht. Ätiologisch kommen Luxationen bzw. Frakturen des Radiusköpfchens, Schnitt- und Stichverletzungen, Hypertrophie des Musculus supinator oder auch paravenöse Injektionen (also iatrogene Schädigung) in Betracht.